# Front Mission 3
Front Mission 3 est un jeu vidéo développé et édité par Square. Il s’agit d’un Tactical RPG sorti en 1999 sur PlayStation. Il fait partie de la série de jeux vidéo Front Mission, et le premier à paraître en Europe.

## Trame

### Histoire
L'histoire se déroule en l'an 2112, où la technologie de pointe est omniprésente, et où la politique connait de grandes turbulences. Le monde est organisé en différentes puissances politiques, l'USN, l'OCU, l'EC, l'OAC, la République populaire de Da Han Zhong et finalement la République de Zaftra.
Le joueur incarne Kazuki Takamera, pilote d'essais de mecha pour le compte de la société Kirishima Industries qui les livre à la JDF (Japan Defense Force).
Tout va pour le mieux pour lui, jusqu'au jour où, lors d'une livraison, accompagné de Ryogo Kusama - un ami sincère mais parfois embêtant - des bâtiments de la Japan Defense Force sont détruits par des alliances militaires. Une nouvelle arme de destruction massive appelée MIDAS est par la suite découverte. Les deux grandes sociétés militaires, l'USN et l'OCU, veulent à tout prix s'en emparer, et la crise interplanétaire est définitivement lancée.
Le jeu comprend deux scénarios, l'un se jouant avec l'USN et Emma, l'autre avec la sœur adoptive de Kazuki, Alisa. Excepté Kazuki et Ryogo, chaque scénario a six personnages jouables différents.

### Personnages
Kazuki TakemuraUn des personnages principaux de l'histoire, Kazuki est un étudiant possédant une nature aimable et impétueuse. Ayant vécu tout seul depuis la mort de sa mère à l'âge de 12, il ressent une profonde haine envers son père, (colonel Isao Takemura, un dirigeant bien connu de la JDF) qui n'était pas aux côtés de sa mère quand celle-ci rendit son dernier soupir. Possédant une nature ultra-protectrice pour sa sœur adoptive Alisa, Kazuki a un sens fort de la justice et fait toujours ce qu'il croit être juste.
- Age : 19
- Nationalité : OCU-Japon
- Occupation : Étudiant à la Yokosuka Technical Institute, pilote d'essai de la Division Wanzer pour Kirishima Industries
- Wanzer : Zenislev ( ou Zenith Rev )
- Spécialités : Mêlée (Bien qu'il commence avec un shotgun et un knuckles)

Ryogo KusamaL'ami de Kazuki depuis le lycée, Ryogo est une sorte de soulagement comique pour l'histoire. À la différence de Kazuki, Ryogo est à peine sérieux au sujet de n'importe quoi même pendant les batailles. Essayant de charmer chaque personnage féminin qu'il rencontre, Ryogo est néanmoins un ami digne de confiance et un pilote doué, aidant Kazuki à n'importe quel prix.
- Age : 19
- Nationalité : OCU-Japon
- Occupation : Étudiant à la Yokosuka Technical Institute, pilote d'essai de la Division Wanzer pour Kirishima Industries
- Wanzer : Kyojun Mk107
- Spécialités : Mitraillette (commence avec une Machinegun)

Emir "Emma" KlamskyCréatrice malgré elle de la bombe MIDAS, Emma essaye de son possible pour la trouver et la désarmer avant qu'un désastre ne se produise. Arrivée au Japon avec le peloton "Purple Haze" du FAI (Federal Agency of Intelligence), et plusieurs autres agents après avoir entendu des infos sur l'accident à la base de la JDF à Yokosuka, elle est une personne très sérieuse, responsable et très douée au pilotage de Wanzer. Sa famille a été tuée par une organisation inconnue quand elle avait 12 ans. Extrêmement intelligente et inventive, Emma est la créatrice de presque chaque plan de bataille dans son scénario, et plus notamment, l'attaque aéroportée d'USN sur Taiwan. Elle commence à développer un sentiment pour Kazuki pendant que le jeu progresse.
Emma est seulement disponible dans son scénario. 
- Age: 22
- Nationalité : USN (Ravnui avant de se déplacer en USN)
- Occupation : Chercheuse en chef - USN Alaska Special Radiation Laboratories
- Wanzer : Drake M2C
- Spécialités : Missile (commence avec un Lance Missile)

Alisa "Aliciana" TakemuraSœur adoptive de Kazuki. Après avoir perdu sa famille à l'âge de 9, Alisa a été adoptée par le père de Kazuki, Isao, et s'est déplacé au Japon. Très intelligente, elle tient la première place de sa classe à l'université. Elle a été également récemment nommée pour le concours de beauté de "Miss Teihoku". Avant que l'accident à la base de la JDF à Yokosuka ne se produit, elle a été transférée là bas pour travailler sur MIDAS.
Dans le scénario d'Emma, elle est kidnappée plusieurs fois, mais est un personnage jouable dans son scénario.
- Age : 19
- Nationalité : OCU-Japon (Ravnui avant de se déplacer au Japon)
- Occupation : Étudiante à la Teihoku University, Radiation Engineering Departement.
- Wanzer : Meledyne M1
- Spécialités : Missile (commence avec un Lance Missile)

### Projet M.I.D.A.S
MIDAS, acronyme de Matter Irradiation Dissociative Acceleration System, a été conçu par Emir Klamsky, chef de l'USN Special Radiation Laboratories. MIDAS sépare les protons, les neutrons, et les électrons dans un rayonnement aurique pour en extraire l'énergie. Le rayonnement aurique est une grande énergie cinétique qui casse les liens moléculaires de tout ce qui entre en contact avec. En contact avec des molécules d'eau se trouvant dans l'air, le rayonnement auriques devient un élément stable, perd toute son énergie, et donc ne constitue aucune menace pour l'environnement.
MIDAS a le potentiel pour devenir une nouvelle source d'énergie, et intrigue particulièrement les puissances militaires du monde pour les raisons suivantes : 
- Capacité d'énergie - les modèles courants sont moins efficaces que les armes nucléaires, mais des modèles plus efficaces peuvent être construits.
- Coûts moindre - le rendement de l'arme est ajustable. La séparation des armes tactiques et stratégiques n'est plus nécessaire, ayant pour résultat, des coûts réduits.
- Facteur de dissuasion - le rayonnement aurique utilisé par MIDAS est stable une fois qu'il entre en contact avec de l'eau ; donc il ne cause aucune contamination (à la différence de la bombe nucléaire).

L'histoire de Front Mission 3 commence lorsque MIDAS fut volée des laboratoires du Dr. Klamsky par l'OCU-Japon. Plusieurs mois ont passé depuis le vol, et pendant ce temps, la JDF essaya de reproduire MIDAS.

### Projet Imaginary Number
Le projet "Imaginary Number" a été lancé à Orsha, Ravnui, dans la Biélorussie actuelle. Le but de ce projet était de créer des êtres supérieurs imprégnant des possibilités extraordinaires. Malheureusement pour les "Imaginary Number", ils devaient être employés comme des outils. Leur participation dans Front Mission 3 est un élément clé dans l'avancement du scénario.
Derrière la conspiration des laboratoires nationaux d'Orsha de Front Mission 3, les scientifiques s'engageaient dans la recherche et le développement non conformiste dans le domaine de la génétique. Ces recherches ont eu comme conséquence la création et la production des "Imaginary Number".
BAL Gorbovsky était le chef du projet et devint bien plus tard l'ambassadeur de Ravnui au DHZ. Sa force de sécurité se compose de "Real Number", version moins avancée des "Imaginary Number", menée par Liu Hei Fong.
Lukav Minaev, le premier "Imaginary Number", convainquit tous les "Imaginary Number" de se rebeller contre BAL et décida de créer son propre monde en supprimant tous les humains nés de façon normale.

## Système de jeu
Il s'agit d'un Tactical RPG futuriste dont les combats se déroulent en 3D. Le joueur y dirige une équipe de pilotes de mechas appelés ici, Wanzers (de l'Allemand "Wanderung Panzer", ou char d'assaut marchant).
Pendant les combats le joueur obtient de l'argent, qui permet d'acheter de nouvelles pièces pour les Wanzers. Il est possible de choisir les différentes parties qui composent chaque Wanzer (torse, bras, jambes, armes) suivant certains critères, tels que la résistance, la précision, le poids ; le total du poids des pièces ne doit pas dépasser le maximum supporté par le châssis.
Pendant les combats, le joueur dirige donc un certain nombre de Wanzers (selon l'avancement dans le scénario), et l'objectif sera pour la plupart du temps de détruire les ennemis. Pour cela, il devra déplacer les robots sur un terrain quadrillé et faire preuve de stratégie pour abattre tous les ennemis.
Chaque partie d'un Wanzer est gérée indépendamment pendant un combat. Les bras, les jambes, et le torse ont leurs propres points de vie. Si un bras est détruit, l'arme montée sur celui-ci sera inutilisable, si ce sont les jambes, le Wanzer ne pourra plus se déplacer, et finalement si c'est le torse, le Wanzer est détruit.
De plus, il est possible d'éjecter vos pilotes (ou les ennemis par la force) de leurs Wanzers pour qu'ils puissent en récupérer d'autres (utile si vos Wanzers sont en mauvais état).
Entre les combats ont lieu des scènes de discussion servant à l'avancement du scénario, à la possibilité de modifier les Wanzers, mais aussi, donnant la possibilité de naviguer sur internet pour comprendre les subtilités du scénario, et en apprendre plus sur les robots du jeu (et par la même occasion, récupérer de nouvelles pièces).

## Équipe de développement
- Producteurs exécutifs : Tomoyuki Takechi, Hironobu Sakaguchi, Hisashi Suzuki
- Producteur : Koji Yamashita
- Réalisateur : Toshiro Tsuchida
- System Plan : Kou Sato, Yasuhiro Sato
- Stage Plan : Hideo Iwasaki
- Scénario : Norihiko Yanesaka, Kazuhiro Matsuda
- Event Plan : Takashi Tanegashima
- Battle Program : Mamoru Oyamada
- SLG Map Program : Chikara Yanagimachi
- System Program : Takahiro Matsuzawa
- Network Program : Kiyotaka Akaza
- Event Program : Masato Shimajiri
- Data Program : Toru Kuniyoshi
- ETC program : Katsutoshi Yamamoto
- Main Character Design : Akihiro Yamada
- Main Graphics : Atsushi Domoto
- SLG Map Design : Yoichi Kubo
- Layout & Area Map : Shinichiro Hamasaka
- Musique : Hayato Matsuo, Koji Hayama, Shigeki
- Programmeur son : Minoru Akao